# Saints (Seine-et-Marne)
Pour les articles homonymes, voir Saints.
Saints (prononcé [ˈsɛ̃]) est une ancienne commune française située dans le département de Seine-et-Marne, en région Île-de-France.
Elle a fusionné le 1er janvier 2019 avec Beautheil pour former la commune nouvelle de Beautheil-Saints.
Ses habitants sont appelés les Saintois.

## Géographie

### Localisation
Le village est situé à environ  9 kilomètres au sud-ouest de Coulommiers.

### Communes limitrophes
Les communes limitrophes étaient : 
- Coulommiers
- Beautheil
- Saint-Augustin
- Touquin
- Mauperthuis
- Mouroux
- Vaudoy-en-Brie
- Faremoutiers.

### Hydrographie
Le système hydrographique se compose de huit cours d'eau référencés :
- la rivière l’Aubetin, longue de 61,2 km[3], affluent du Grand Morin ;
  - un bras de l'Aubetin, 0,2 km[4] ;
  - un bras de l'Aubetin, 0,3 km[5] ;
  - le ru Maclin ou ru de Villiers, 4,2 km[6], affluent de l’ Aubetin ;
  - le ru la Loef, 2 km[7], affluent de l’ Aubetin ;
- le ru de l'Étang de Beuvron, long de 10,4 km[8], affluent de l’Yerres ;
  - le fossé 01 de la Boisserotte, 0,98 km[9], conflue avec le ru de l'Étang de Beuvron ;
  - le ru des Français, 7,1 km[10], conflue avec le ru de l'Étang de Beuvron.

La longueur linéaire globale des cours d'eau sur la commune est de 11,21 km.

## Urbanisme

### Occupation des sols
En 2018, le territoire de la commune se répartit en 75,7 % de terres arables, 17,5 % de forêts, 3,6 % de zones agricoles hétérogènes et 3,2 % de zones urbanisées,.

### Lieux-dits et écarts
La commune comptait  193 lieux-dits administratifs répertoriés dont les plus importants étaient le Paradis, la Moinerie, les Coteaux (ou Paraclet), les Paroches, le Tertre, Mémillon, Epieds, Limosin, le Mée, les Bordes, Maison Meunier, Glatigny, Mussiens, les Aulnois, la Guêpière, les Piats, Moulin de Maingérard, Château de la Tour, les Champbrissets, la Bergoterie, Château-Gaillard, Moulin Nouveau, Planche-Oudin, la Folie, la Boissière, la Boisserotte, Beuvron, la Prairie, les Métaux, les Trochards.

## Toponymie
- « Terra de Sanz »[14]

## Histoire
L'histoire du village au XVIIIe siècle fut très liée à celle de la commune voisine de Mauperthuis.
Le village a compté jusqu'à 9 moulins (2 moulins à vent et 7 moulins à eau)

## Politique et administration

### Rattachements administratifs et électoraux
La commune, rattachée à l'arrondissement de Coulommiers de 1801 à 1926, fait partie depuis lors  de l'arrondissement de Meaux du département de Seine-et-Marne, en région Île-de-France. Pour l'élection des députés, elle dépend depuis 1986 de la cinquième circonscription de Seine-et-Marne.
Elle fait partie depuis 1793 du canton de Coulommiers. Dans le cadre du redécoupage cantonal de 2014 en France, ce canton, dont la commune est toujours membre, est modifié et agrandi.

### Intercommunalité

La communauté de communes du Pays de Coulommiers de 2017 dans le département.

La commune faisait partie de la communauté de communes Avenir et développement du secteur des Trois Rivières
créée en 1993.
Conformément aux prévisions du schéma départemental de coopération intercommunale (SDCI) de 2012, cette intercommunalité fusionne avec la communauté de communes de la Brie des Templiers   pour former le 1er janvier 2013 une première communauté de communes du Pays de Coulommiers.
Dans le cadre des dispositions de la loi portant nouvelle organisation territoriale de la République (Loi NOTRe) du 7 août 2015, qui prévoit que les établissements publics de coopération intercommunale (EPCI) à fiscalité propre doivent avoir un minimum de 15 000 habitants (et 5 000 habitants en zone de montagnes), cette intercommunalité fusionne avec la communauté de communes de la Brie des moulins pour former le 1er janvier 2017 une nouvelle communauté de communes du Pays de Coulommiers, dont la ville est désormais membre.

### Liste des maires
| Période                                  | Période   | Identité                       | Étiquette           | Qualité |
| ---------------------------------------- | --------- | ------------------------------ | ------------------- | --- |
| Les données manquantes sont à compléter. |           |                                |                     | |
| janvier 1809                             |           | Pierre de Montesquiou-Fezensac |                     | Comte Premier ministre de Napoléon, Grand Chambellan de l'Empereur. |
| 1924                                     | 1925      | Henri Thibault                 |                     | |
| 1925                                     | 1929      | Louis Émile Vion               |                     | |
| 1929                                     | 1945      | Émile Pradier                  |                     | |
| 1945                                     | 1946      | Joseph Pratte                  |                     | |
| 1946                                     | 1965      | Robert Thibault                |                     | |
| 1965                                     | 1991      | Guy Fahy                       |                     | |
| 1991                                     | 1995      | Geneviève Viaene               |                     | |
| 1995                                     | mars 2008 | André Louvet                   |                     | |
| mars 2008                                | 2018      | Bernard Jacotin                | UMP → LR, puis Agir | Retraité Président de la CC du secteur des Trois Rivières ( ? → 2012) Vice-président (2013 → 2017) puis président (2017 → 2017) de la CC du Pays de Coulommiers Vice-président de la CA Coulommiers Pays de Brie (2018 → ) Maire de Beautheil-Saints (2019 → ) |

## Population et société

### Démographie
L'évolution du nombre d'habitants est connue à travers les recensements de la population effectués dans la commune depuis 1793. Pour les communes de moins de 10 000 habitants, une enquête de recensement portant sur toute la population est réalisée tous les cinq ans, les populations de référence des années intermédiaires étant quant à elles estimées par interpolation ou extrapolation. Pour la commune, le premier recensement exhaustif entrant dans le cadre du nouveau dispositif a été réalisé en 2008.

En 2016, la commune comptait 1 361 habitants, en évolution de +6,25 % par rapport à 2010 (Seine-et-Marne : +3,92 %, France hors Mayotte : +2,11 %).
| 1793 | 1800 | 1806 | 1821 | 1831 | 1836 | 1841 | 1846 | 1851 |
| ---- | ---- | ---- | ---- | ---- | ---- | ---- | ---- | ---- |
| 856  | 979  | 844  | 934  | 905  | 930  | 965  | 914  | 970  |

| 1856 | 1861 | 1866 | 1872 | 1876 | 1881 | 1886 | 1891 | 1896 |
| ---- | ---- | ---- | ---- | ---- | ---- | ---- | ---- | ---- |
| 951  | 990  | 987  | 933  | 884  | 887  | 868  | 883  | 834  |

| 1901 | 1906 | 1911 | 1921 | 1926 | 1931 | 1936 | 1946 | 1954 |
| ---- | ---- | ---- | ---- | ---- | ---- | ---- | ---- | ---- |
| 778  | 728  | 714  | 665  | 670  | 663  | 657  | 623  | 675  |

| 1962 | 1968 | 1975 | 1982 | 1990  | 1999  | 2006  | 2008  | 2013  |
| ---- | ---- | ---- | ---- | ----- | ----- | ----- | ----- | ----- |
| 609  | 529  | 569  | 709  | 1 007 | 1 173 | 1 266 | 1 287 | 1 361 |

| 2016  | - | - | - | - | - | - | - | - |
| ----- | - | - | - | - | - | - | - | - |
| 1 361 | - | - | - | - | - | - | - | - |

### Enseignement
Saints dispose d'une école primaire publique, comprenant une section maternelle et une école élémentaire, située 24 Grande rue.
Cet établissement public, inscrit sous le code 0770244X, comprend 134 élèves (chiffre de l'Éducation nationale) en 2018, et dispose d'un restaurant scolaire.
La commune dépend de l'académie de Créteil ; pour le calendrier des vacances scolaires, Saints est en zone C.

## Culture locale et patrimoine

### Lieux et monuments
Le château des Coteaux, dépendance et pavillon de chasse du château de Mauperthuis, construit et paysagé à la fin du XVIIIe siècle par Brongniart et Ledoux. Ce château a abrité durant de nombreuses années une école privée baptisée le Paraclet, c'est pourquoi, dans la région, on le connait aussi sous ce nom. Son parc, d'environ 19 hectares, est traversé par la rivière Aubetin. Il était autrefois décoré de statues, de pavillons, de folies, de fontaines, aménagements aujourd'hui disparus. Il possédait également une chapelle. Presque totalement détruit dans les années 2000, on peut encore apercevoir sa façade, bâtie au XIXe siècle dans le genre gothique anglais.
En revanche, les communs existent toujours. On peut en voir le séchoir à papier, situé le long de la route de Laval en face du moulin du même nom situé, lui, sur la commune de Mauperthuis. Le château, les communs et le parc forment aujourd'hui deux propriétés privées distinctes et ne se visitent pas. En traversant le gué de Laval, on peut remonter de l'autre côté par un chemin et découvrir la tour de Brongniart, seul vestige des embellissements d'origine, bâtie dans le style médiéval. Cette tour possédait, jusqu'au début du XXe siècle, un pont-levis qui permettait de passer au-dessus du chemin pour se rendre dans une autre partie du parc qui s'étendait, à l'origine, jusqu'au village de Mauperthuis où il rejoignait celui du château principal. Ce pont-levis est visible sur des cartes postales anciennes. De nos jours, il est possible de deviner son emplacement en observant l'architecture de la tour et celle du mur qui lui fait face.
Théophile Gautier, dont l'oncle était intendant au château, vint jouer, enfant, dans le parc et se baigner au gué de Laval. Il décrit la propriété telle qu'elle était au XIXe siècle dans Mademoiselle de Maupin.

### Personnalités liées à la commune
- Alfred de Montesquiou (1794-1847), comte d'Empire, né au hameau des Coteaux.